# 高济
博陵文简王高济（6世纪538年至542年间—569年），勃海郡蓨县（今河北省衡水市景县）人，追尊齐神武帝高欢第十二子，母娄昭君。
天保元年六月癸未（550年7月4日），封博陵郡王。娄太后为他娶崔㥄之妹为妃。高济从文宣帝高洋巡幸，在路忽忆太后娄昭君，遂逃归。高洋大怒，拿白刃要杀他，因此惊恍。历位太尉。河清初年，出为定州刺史（有記室魏澹）。天统五年（569年），在州对人说：“计次第亦应到我。”齐后主高纬听说，秘密派人杀死他。赠假黄铖、太尉、录尚书事。子高智袭爵。

## 延伸阅读
[在维基数据编辑]
 《北齊書·卷10》，出自李百药《北齊書》